# Liste der Fischereiminister Norwegens

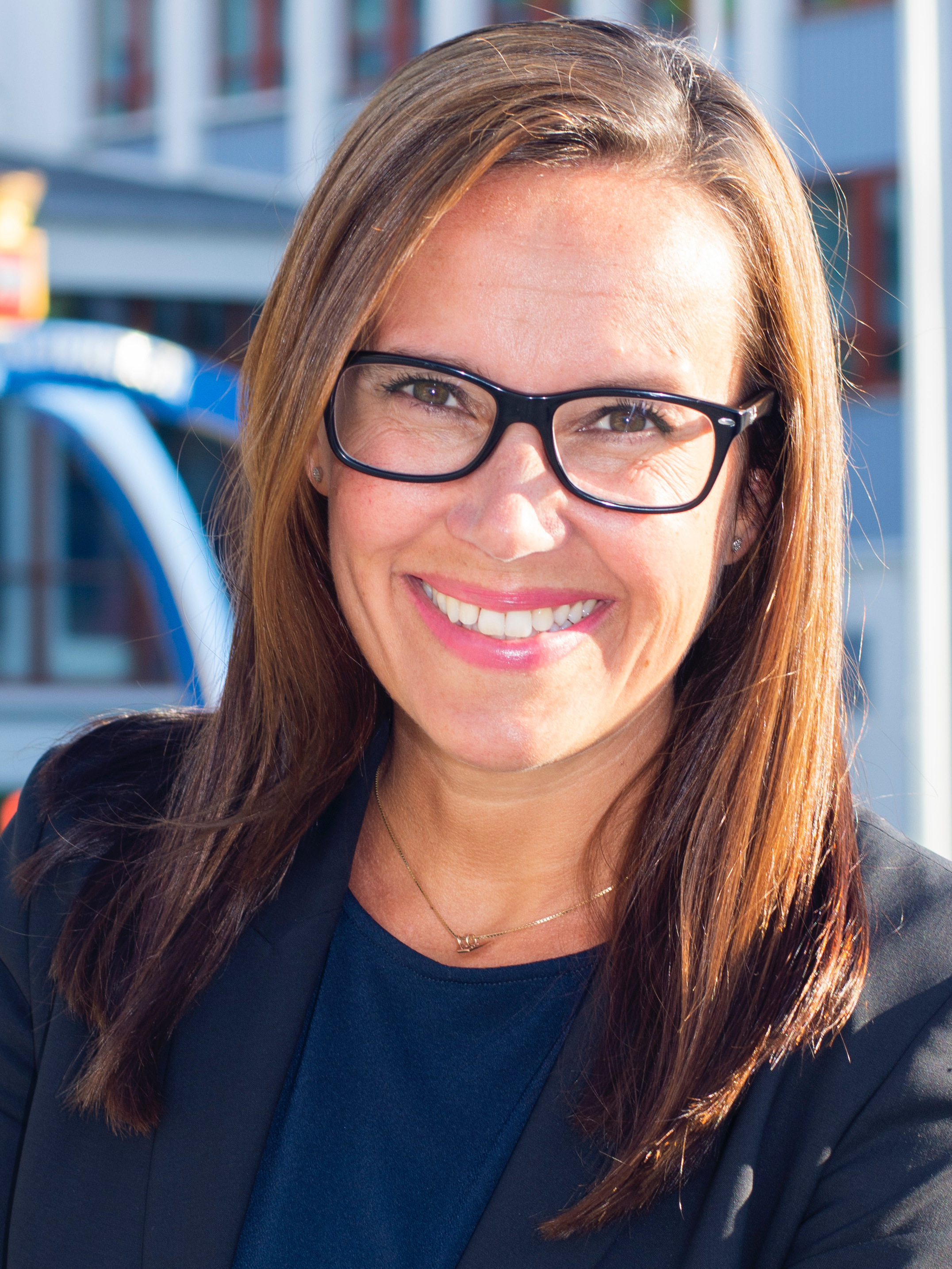
Ministerin Marianne Sivertsen Næss

Dies ist eine Liste der Fischereiminister Norwegens. Fischereiminister werden seit 1946 ernannt.

## Geschichte
Das Fischereiministerium (Fiskeridepartementet) wurde zum 1. Juli 1946 gegründet. Die Zuständigkeit für die Fischereipolitik war vom Handelsministerium (Handelsdepartementet) übergegangen. Dort war bereits ab dem 5. November 1945 mit Reidar Carlsen von der Arbeiderpartiet ein beratender Minister für Fischereithemen angesiedelt gewesen. Carlsen wurde am 1. Juli 1946 auch der erste Fischereiminister im neuen Fischereiministerium. Das Ministerium wurde zum 1. Oktober 2004 in Fischerei- und Küstenministerium (Fiskeri- og kystdepartementet) umbenannt. Im Rahmen der Bildung der Regierung Solberg ging im Oktober 2013 das Aufgabengebiet für Küsten- und Umweltthemen an das Verkehrsministerium über. Das Fischerei- und Küstenministerium wurde schließlich zum 1. Januar 2014 aufgelöst. Dessen Aufgabengebiete wurden stattdessen an das Wirtschafts- und Handelsministerium (Nærings- og handelsdepartementet) übergeben, das im Zuge dessen in Wirtschafts- und Fischereiministerium (Nærings- og fiskeridepartementet) umbenannt wurde. Dort schuf man neben dem Posten des Wirtschaftsministers mit dem Posten des Fischereiministers ein zweites Ministeramt.

## Liste
| Bild                                                    | Name                        | Amtszeit     | Partei             | Regierung      | Ministerium                           | Anmerkung                                                  |
| ------------------------------------------------------- | --------------------------- | ------------ | ------------------ | -------------- | ------------------------------------- | ---------------------------------------------------------- |
| Schwarz-Weiß-Foto von Reidar Carlsen                    | Reidar Carlsen              | 1946–1951    | Arbeiderpartiet    | Gerhardsen II  | Fischereiministerium                  | bereits ab November 1945 beratender Minister für Fischerei |
| Schwarz-Weiß-Foto, unter anderem mit Peder Holt         | Peder Holt                  | 1951–1955    | Arbeiderpartiet    | Torp           | Fischereiministerium                  |                                                            |
| Schwarz-Weiß-Foto von Nils Lysø in einem Büro           | Nils Lysø                   | 1955–1963    | Arbeiderpartiet    | Gerhardsen III | Fischereiministerium                  |                                                            |
|                                                         | Onar Onarheim               | 1963–1963    | Høyre              | Lyng           | Fischereiministerium                  |                                                            |
|                                                         | Magnus Andersen             | 1963–1965    | Arbeiderpartiet    | Gerhardsen IV  | Fischereiministerium                  | erste Amtszeit                                             |
|                                                         | Oddmund Myklebust           | 1965–1968    | Senterpartiet      | Borten         | Fischereiministerium                  | von März bis November 1968 beurlaubt                       |
| Schwarz-Weiß-Foto von Einar Moxnes                      | Einar Moxnes                | 1968–1971    | Senterpartiet      | Borten         | Fischereiministerium                  | von März bis November 1968 kommissarisch                   |
|                                                         | Knut Hoem                   | 1971–1972    | Arbeiderpartiet    | Bratteli I     | Fischereiministerium                  |                                                            |
|                                                         | Magnus Andersen             | 1972         | Arbeiderpartiet    | Bratteli I     | Fischereiministerium                  | zweite Amtszeit                                            |
|                                                         | Trygve Olsen                | 1972–1973    | Senterpartiet      | Korvald        | Fischereiministerium                  |                                                            |
| Schwarz-Weiß-Foto von Eivind Bolle                      | Eivind Bolle                | 1973–1981    | Arbeiderpartiet    | Bratteli II    | Fischereiministerium                  |                                                            |
| Schwarz-Weiß-Foto von Eivind Bolle                      | Eivind Bolle                | 1981         | Arbeiderpartiet    | Brundtland I   | Fischereiministerium                  |                                                            |
|                                                         | Thor Listau                 | 1981–1985    | Høyre              | Willoch        | Fischereiministerium                  |                                                            |
| Schwarz-Weiß-Foto von Eivind Reiten                     | Eivind Reiten               | 1985–1986    | Senterpartiet      | Willoch        | Fischereiministerium                  |                                                            |
| Foto von Bjarne Mørk-Eidem in einer Rettungsweste       | Bjarne Mørk-Eidem           | 1986–1989    | Arbeiderpartiet    | Brundtland II  | Fischereiministerium                  |                                                            |
|                                                         | Gunhild Øyangen             | Oktober 1989 | Arbeiderpartiet    | Brundtland II  | Fischereiministerium                  | zugleich Landwirtschaftsministerin                         |
|                                                         | Svein Munkejord             | 1989–1990    | Høyre              | Syse           | Fischereiministerium                  |                                                            |
|                                                         | Oddrunn Pettersen           | 1990–1992    | Arbeiderpartiet    | Brundtland III | Fischereiministerium                  |                                                            |
| Foto von Jan Henry Olsen                                | Jan Henry Olsen             | 1992–1996    | Arbeiderpartiet    | Brundtland III | Fischereiministerium                  |                                                            |
| Schwarz-Weiß-Foto von Karl Eirik Schjøtt-Pedersen       | Karl Eirik Schjøtt-Pedersen | 1996–1997    | Arbeiderpartiet    | Jagland        | Fischereiministerium                  |                                                            |
|                                                         | Peter Angelsen              | 1997–2000    | Senterpartiet      | Bondevik I     | Fischereiministerium                  |                                                            |
| Foto von Lars Peder Brekk auf dem Slottsplassen         | Lars Peder Brekk            | 2000         | Senterpartiet      | Bondevik I     | Fischereiministerium                  |                                                            |
|                                                         | Otto Gregussen              | 2000–2001    | Arbeiderpartiet    | Stoltenberg I  | Fischereiministerium                  |                                                            |
| Foto von Svein Ludvigsen                                | Svein Ludvigsen             | 2001–2004    | Høyre              | Bondevik II    | Fischereiministerium                  |                                                            |
| Foto von Svein Ludvigsen                                | Svein Ludvigsen             | 2004–2005    | Høyre              | Bondevik II    | Fischerei- und Küstenministerium      |                                                            |
| Foto von Helga Pedersen in der Natur                    | Helga Pedersen              | 2005–2009    | Arbeiderpartiet    | Stoltenberg II | Fischerei- und Küstenministerium      | von November 2006 bis April 2007 beurlaubt                 |
| Foto von Dag Terje Andersen auf dem Slottsplassen       | Dag Terje Andersen          | 2006–2007    | Arbeiderpartiet    | Stoltenberg II | Fischerei- und Küstenministerium      | kommissarisch; Wirtschafts- und Handelsministerin          |
| Foto von Sylvia Brustad                                 | Sylvia Brustad              | Oktober 2009 | Arbeiderpartiet    | Stoltenberg II | Fischerei- und Küstenministerium      | kommissarisch; Wirtschafts- und Handelsministerin          |
| Foto von Lisbeth Berg-Hansen vor einer Fischzuchtanlage | Lisbeth Berg-Hansen         | 2009–2013    | Arbeiderpartiet    | Stoltenberg II | Fischerei- und Küstenministerium      |                                                            |
| Foto von Elisabeth Aspaker                              | Elisabeth Aspaker           | 2013         | Høyre              | Solberg        | Fischerei- und Küstenministerium      |                                                            |
| Foto von Elisabeth Aspaker                              | Elisabeth Aspaker           | 2014–2015    | Høyre              | Solberg        | Wirtschafts- und Fischereiministerium |                                                            |
| Foto von Per Sandberg                                   | Per Sandberg                | 2015–2018    | Fremskrittspartiet | Solberg        | Wirtschafts- und Fischereiministerium |                                                            |
| Schwarz-Weiß-Foto von Harald Tom Nesvik                 | Harald Tom Nesvik           | 2018–2020    | Fremskrittspartiet | Solberg        | Wirtschafts- und Fischereiministerium |                                                            |
| Foto von Geir Inge Sivertsen bei einer Parteitagsrede   | Geir Inge Sivertsen         | 2020         | Høyre              | Solberg        | Wirtschafts- und Fischereiministerium |                                                            |
| Foto von Torbjørn Røe Isaksen bei einer Parteitagsrede  | Torbjørn Røe Isaksen        | März 2020    | Høyre              | Solberg        | Wirtschafts- und Fischereiministerium | zugleich Wirtschaftsminister                               |
|                                                         | Odd Emil Ingebrigtsen       | 2020–2021    | Høyre              | Solberg        | Wirtschafts- und Fischereiministerium |                                                            |
| Foto von Bjørnar Skjæran mit Natur im Hintergrund       | Bjørnar Skjæran             | 2021–2023    | Arbeiderpartiet    | Støre          | Wirtschafts- und Fischereiministerium |                                                            |
| Foto von Cecilie Myrseth                                | Cecilie Myrseth             | 2023–2024    | Arbeiderpartiet    | Støre          | Wirtschafts- und Fischereiministerium |                                                            |
| Foto von Marianne Sivertsen Næss                        | Marianne Sivertsen Næss     | seit 2024    | Arbeiderpartiet    | Støre          | Wirtschafts- und Fischereiministerium |                                                            |